# Homilia vestita
Homilia vestita är en nattsländeart som beskrevs av Longinos Navás 1931.
Homilia vestita ingår i släktet Homilia och familjen långhornssländor. Inga underarter finns listade i Catalogue of Life.